# Pumpkin
Pumpkin är en amerikansk långfilm från 2002 i regi av Anthony Abrams och Adam Larson Broder, med Christina Ricci, Hank Harris, Brenda Blethyn och Dominique Swain i rollerna.

## Handling
Pumpkin har en CP-skada och en lätt utvecklingsstörning. Han tävlar i handikappidrottsgrenar. Hans ledare Carolyn (Christina Ricci) och han inleder ett förhållande, men Carolyn har redan en pojkvän, Kent. Kent blir förkrossad när han får reda på att Carolyn är otrogen och han råkar köra ner för en klippa vilket leder till att även han blir rörelsehindrad. 

## Rollista
| Christina Ricci     | – Carolyn McDuffy               |
| Hank Harris         | – Pumpkin Romanoff              |
| Brenda Blethyn      | – Judy Romanoff                 |
| Dominique Swain     | – Jeanine Kryszinsky            |
| Marisa Coughlan     | – Julie Thurber                 |
| Sam Ball            | – Kent Woodlands                |
| Harry Lennix        | – Robert Meary (Poetry teacher) |
| Nina Foch           | – Betsy Collander               |
| Caroline Aaron      | – Claudia Prinsinger            |
| Lisa Banes          | – Chippy McDuffy                |
| Julio Oscar Mechoso | – Dr. Frederico Cruz            |
| Phil Reeves         | – Burt Wohlfert                 |